# ألان نيلسون
ألان نيلسون (بالإنجليزية: Alan Neilson) (26 سبتمبر 1972 في ألمانيا - ) هو لاعب كرة قدم بريطاني في مركز قلب الدفاع. شارك مع منتخب ويلز تحت 21 سنة لكرة القدم ومنتخب ويلز لكرة القدم. أما مع النوادي، فقد لعب مع غريمسبي تاون ونادي ساوثهامبتون ونادي فولهام ونادي لوتون تاون ونيوكاسل يونايتد ونادي تاموورث ونادي سالزبري سيتي.

## وصلات خارجية
- ألان نيلسون على موقع الاتحاد الدولي (مؤرشف)  (الإنجليزية)
- ألان نيلسون على موقع قاعدة بيانات كرة القدم.إي يو (الإنجليزية)
- ألان نيلسون على موقع Soccerbase.com (لاعب) (الإنجليزية)
- ألان نيلسون على موقع عالم كرة القدم.نت (الإنجليزية)